# رولز-رویس کرکی
رولز-رویس کرکی (به انگلیسی: Rolls-Royce Crecy) یک موتور هواگرد ساختِ کارخانهٔ رولز-رویس لیمیتد در کشور بریتانیا است.